# 6185 Mitsuma
6185 Mitsuma eller 1987 YD är en asteroid i huvudbältet, som upptäcktes den 20 december 1987 av den japanske amatörastronomen Takuo Kojima i Chiyoda. Den är uppkallad efter den japanske astronomen Shigeo Mitsuma.
Asteroiden har en diameter på ungefär 10 kilometer.